# 発表!日本ものまね大賞
『発表!日本ものまね大賞』（はっぴょうにほんものまねたいしょう）は、フジテレビ系列で放送されていた素人参加型ものまね番組である。

## 概要
プロのものまねタレントが出演する『ものまね王座決定戦』と並行して、番組に応募した素人の出演者がものまねを披露する『発表!日本ものまね大賞』も年1回程度放送された。司会者や審査員、生バンドスタイルもそのままであったが、司会者は赤いブレザーを着用せず、その代わりに金と銀の背広を着用した（初期と後年になると全員が赤いブレザーになった）。
チャンピオン（この時もくす玉と大量の紙吹雪と風船と紙テープがあった）は、賞金20万円と海外旅行が贈られる（稀に審査員特別賞がある年もあり、その場合は海外旅行が審査員特別賞に回され、チャンピオンは賞金のみとなる）。栗田貫一、松村邦洋、中島マリ、布施辰徳、ジェニーいとう、ナオミ・グレースなどがこの番組からデビューし、本選の常連となった。
素人時代のコージー冨田はこの番組での優勝を機に本格的にプロ転向し、後に日本テレビ『ものまねバトル』でブレイク。若手時代の千秋も出演したことがある。

## 主な出場者
名物素人として、以下が挙げられる。
- カメちゃん（亀田さん）
眼鏡をかけた太った女性。誰がどう聴いても全く似ていない桜田淳子の歌真似（「夏にご用心」）を披露した。歌う時には体を少し低くして、左右に横歩きをする。全然似ていないのに、本人は至って真面目に堂々と披露するので、爆笑の嵐が起こった。
他にもアグネス・チャン（「ひなげしの花」）や日吉ミミ（「男と女のお話」）、天地真理（「恋する夏の日」）の歌真似も披露するのだが、司会の原田伸郎がその都度途中で「桜田淳子」「次、桜田淳子」と言って遮り、本人もそれに応えて繰り返し桜田の歌真似を披露した。
- 土肥さん
海外のオペラ歌手のものまねを披露。司会者、審査員、観客のほぼ全てが、ものまねをされる歌手や曲名についての知識がないために一同呆然となった。しかし、淡谷のり子からは歌唱力を高く評価された。
- 青木裕一
本人は「人間ジュークボックス」と称していた。魚の名前などの一覧表を示し、司会者に言葉を適当に選んでもらい、そして様々な歌の歌詞にその言葉の駄洒落を当てはめて歌う、駄洒落替え歌を披露する。特に司会のあのねのねは、毎回盛んに「クロッコダイルのおべんとばこに」のネタを振っていた。
純粋に駄洒落替え歌を披露するだけでものまねではなく、番組の趣旨に完全に反すが、その馬鹿馬鹿しさで爆笑が毎回起き、高く評価されて数多くの回に出場した。2001年以降は『ものまね紅白歌合戦』にも出場したが、ここでは、様々な映画の題名を想い付くままに審査員に言ってもらい、即興で駄洒落替え歌を歌った。
- 佐藤文則（のちのレイパー佐藤）
打ち上げ花火や「ゴジラが世界にやってきた」などの正統派ものまねを披露するが、必ず後半では「瓶で小便するウルトラマン」「瓶で小便するロボコップ」「大人のサザエさん」「大人のドラえもん」「ルークとダース・ベイダーの白黒ショー」「ロボコップのファッションヘルス」「ウルトラマンとウルトラセブンのSM」など、あまりにお下劣系のものまねを連発する。毎回清水アキラは大ウケしており、のちにレイパー佐藤として清水の下でプロに転向した。
2013年の復活SP放送（後述）の際には再び本名を名乗り、トリで登場。タレントとしてではなくあくまでも一般出場者として出演した。かつてのような下ネタものまねを封印し、「ロボコップとアイアンマンの違い」、「トランスフォーマー・オプティマスのまね」、「エヴァンゲリオンのまね」など、昭和・平成のロボットのものまねを真面目に披露した。他の出場者がふるわず、大きなクオリティの差があったことから、司会を務めた大竹一樹は「今日、初の本格的な奴だよ!」と絶賛した。
- 松本哲也（当時東京ディズニーランド職員）
ディズニーランドの「カリブの海賊」の船頭、エレクトリカルパレードなどのものまねを披露したほか、柴田理恵やピーターの顔まねを披露。
- 神山三岬
8歳ながら武田鉄矢やちびまる子ちゃん、山瀬まみや土井たか子などを披露した。後に本選には、保沢紀とのコンビで審査員として出演している。
- 国井藍里
3歳ながら村田英雄やVIPのCMのまね、間寛平などを披露した。バカボンのママやのび太のママのまねも披露している。ご本人の前で当時司会者だった研ナオコのまねも披露した（鼻にテープを貼り、再現）。

## ものまねスター誕生!
2013年8月27日には、『カスペ!』枠にて『ものまねスター誕生! 超ものまね大好きさん全国から大集合スペシャル』として約15年ぶりにて、日本ものまね大賞形式の素人ものまね番組が復活した。この放送でのMVPは、賞金30万円と『爆笑そっくりものまね紅白歌合戦スペシャル』の出演のチャンスが贈られる。
| 回数  | 放送日              | 放送時間（JST） | 放送タイトル                                                      | MVP    | 平均視聴率 | 備考          |
| ----- | ------------------- | --------------- | ----------------------------------------------------------------- | ------ | ---------- | ------------- |
| 第1弾 | 2013年8月27日（火） | 19:00 - 20:54   | ものまねスター誕生! 超ものまね大好きさん 全国から大集合スペシャル | 千葉彩 | 07.4%      | 『カスペ!』枠 |